# Почетно питање (филм)
Почетно питање (енгл. Starter for 10) је британски филм из 2006. године у режији Тома Вона базиран на истоименом роману Дејвида Николса, који је такође написао и сценарио за филм.

## Радња
Брајан Џексон, студент из Есекса одрастао је уз ТВ квиз University Challenge који је средином осамдесетих био један од најпопуларнијих програма у Енглеској. По упису на Универзитет у Бристолу, Брајан се придружује University Challenge тиму и одлучан је да се појави у квизу.

### Улоге
- Џејмс Макавој као Брајан Џексон
- Алис Ив као Алис Харбинсон
- Ребека Хол као Ребека Епстин
- Бенедикт Камбербач као Патрик Вотс
- Доминик Купер као Спенсер
- Џејмс Корден као Тон
- Сајмон Вудс као Џош
- Кетрин Тејт као Џули Џексон
- Елејн Тан као Луси Ченг
- Чарлс Денс као Мајкл Харбинсон
- Линдси Данкан као Роуз Харбинсон
- Марк Гејтис као Бамбер Гаскојн